# Schwarzwald-Baar-Kreis
Schwarzwald-Baar-Kreis okrug je u njemačkoj pokrajini Baden-Württemberg. Oko 208.691 stanovnika živi u okrugu površine 1025,25 km².

## Gradovi
Gradovi
1. Bad Dürrheim
2. Blumberg
3. Bräunlingen
4. Donaueschingen
5. Furtwangen im Schwarzwald
6. Hüfingen
7. St. Georgen im Schwarzwald
8. Triberg im Schwarzwald
9. Villingen-Schwenningen
10. Vöhrenbach

## Vanjske poveznice
- Webstranica okruga